# 匂い袋
匂い袋（においぶくろ）、もしくは香り袋（かおりぶくろ）とは、常温で香りを発する香料を詰めた布袋のこと。携行して香りを楽しむ他、衣類や文書とともに保管して用いる。欧米にも同様のものがあり、サシェ(Sachet)と呼ばれている。

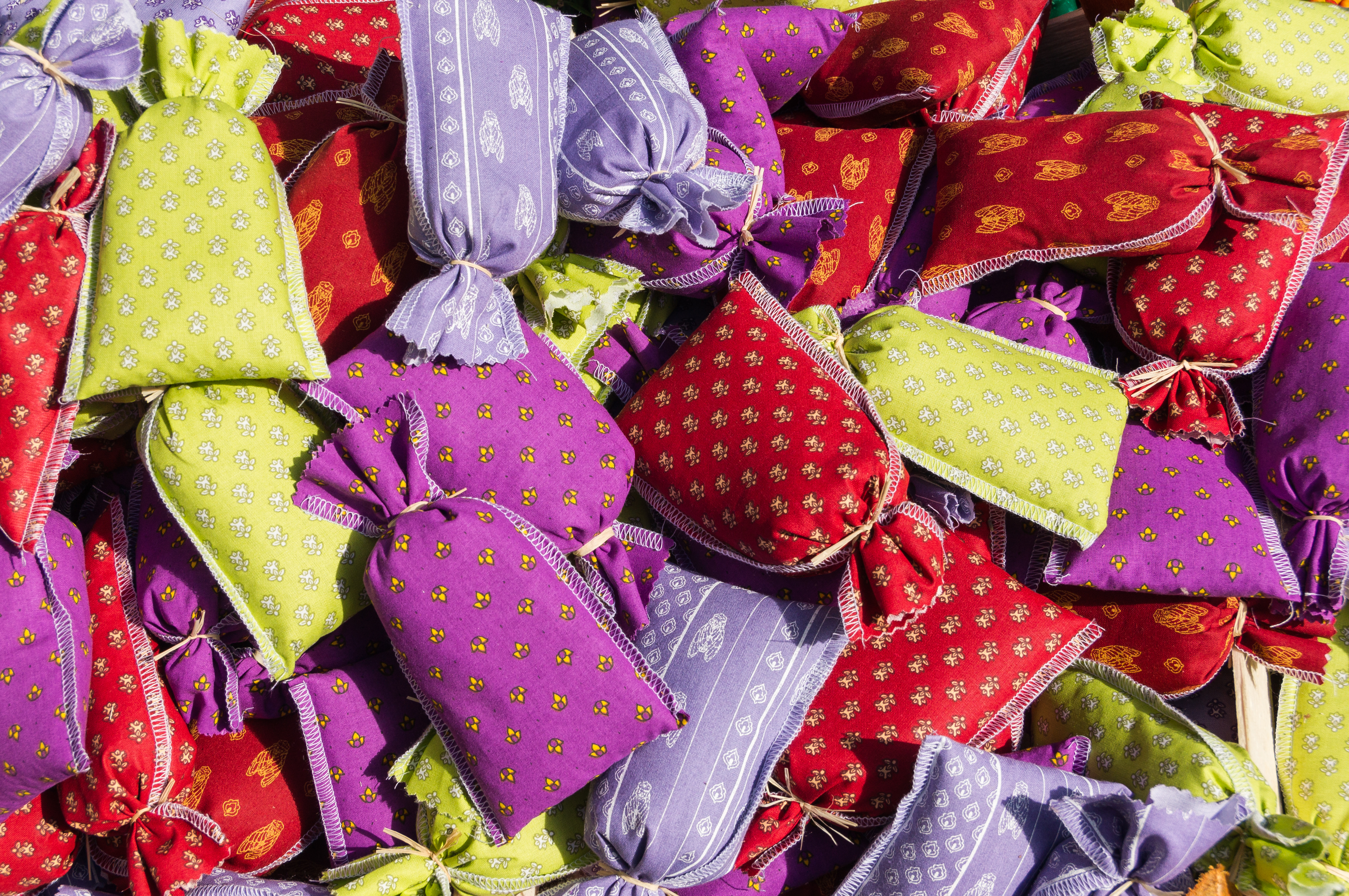
ドイツのサシェ

## 成分
日本の伝統的な匂い袋には、白檀、丁字、桂皮、龍脳、大茴香といった香料の粉末が使われる。中でも白檀や丁子は防虫効果が高く、そちらを主とした「防虫香」と呼ばれるものも市販されている。なお、常温ではほとんど香りを発しない沈香は用いられない。
欧米風のサシェの中身は多様で、ハーブやドライフラワー、それらを別の香料と混合したポプリに似たものなどが多い。簡易なものでは精油や香水を染ませた綿だけ、という例もある。
蝋にアロマオイルを混ぜたアロマキャンドルでできたアロマワックスサシェ
というものもある｡

## 歴史
大小16個の匂い袋が正倉院に保管されている。このうち大型のものは他の宝物を虫害から守る衣被香（えびこう）として用いられたと思われるが、長い口ひもをつけた小型のものも保存されており、個人が帯に下げて携行して身だしなみにも使われたと推測される。